# Национальный заповедник
Заповедники национальной важности, или под контролем органа на национальном уровне могут быть известны как национальные заповедники.

## Китай
НПР заповедник в провинции Хэйлунцзян провинции обозначен как национальный заповедник со стороны китайского правительства.

## Чехия
Сус Национальный природный заповедник был обозначен как заповедник правительства Чешской Республики.

## Украина
Шевченковский национальный заповедник — первый на Украине историко-культурный заповедник который был удостоен статуса национального.

## Фолклендские острова
Остров Beauchêne был определён в качестве национального заповедника со стороны правительства на Фолклендских островах в 1964 году.

## Франция
Néouvielle Национальный заповедник

## Остров Мэн
Точка Айра обозначаются как национальный заповедник правительства мэнского.

## Россия
Северо-Осетинский Национальный заповедник в горах Кавказа обозначаются как национальный заповедник российского правительства.

## Великобритания
В Великобритании «национальными заповедниками» являются те, которые разработаны одним из национальных природоохранных органов Англии, Уэльса, Шотландии или Северной Ирландии. В общей сложности в Великобритании есть 411 национальных заповедников.